# Алыча 'Кубанская Комета'
Алыча 'Кубанская Комета' — универсальный сорт гибридного происхождения, раннего срока созревания, частично самоплодный.
Группа гибридов, в которую входит алыча 'Кубанская Комета', называется — русская слива (лат. Prunus ×rossica Erem.). Это принципиально новая косточковая культура, созданная в России в XX веке в результате гибридизации алычи и сливы китайской. Сочетает высокую продуктивность и выносливость алычи с крупноплодностью и хорошими вкусовыми качествами. Идею названия «слива русская» предложили американцы после знакомства с алычой гибридной. Алыча входит в род Слива, а большинство её гибридов выведены в России. Сливы русские регистрируются ФГУ «Государственная комиссия Российской Федерации по испытанию и охране селекционных достижений» под родовым названием Алыча.
Включён в Государственный реестр селекционных достижений в 1987 году по Северо-Западному (Калининградская область), Центрально-Чернозёмному (Белгородская область, Воронежская область, Курская область), Северо-Кавказскому (Республика Дагестан, Кабардино-Балкарская республика, Краснодарский край, Республика Адыгея, Ростовская область, Республика Северная Осетия, Ставропольский край, Республика Карачаево-Черкесия, Чеченская Республика, Ингушская республика) и Нижневолжскому регионам (Астраханская область, Волгоградская область, Саратовская область).

## Происхождение
|  |                                                                         |  |  |  |  |  |  |  |  |  |  |  |  |  |  |  |
|  | Слива китайская 'Уссурийская красная 389' (syn.: 'Красная крупная 389') |  |  |  |  |  |  |  |  |  |  |  |  |  |  |  |
|  |                                                                         |  |  |  |  |  |  |  |  |  |  |  |  |  |  |  |
|  |                                                                         |  |  |  |  |  |  |  |  |  |  |  |  |  |  |  |
|  | Слива китайская 'Скороплодная'                                          |  |  |  |  |  |  |  |  |  |  |  |  |  |  |  |
|  |                                                                         |  |  |  |  |  |  |  |  |  |  |  |  |  |  |  |
|  |                                                                         |  |  |  |  |  |  |  |  |  |  |  |  |  |  |  |
|  | Prunus simonii                                                          |  |  |  |  |  |  |  |  |  |  |  |  |  |  |  |
|  |                                                                         |  |  |  |  |  |  |  |  |  |  |  |  |  |  |  |
|  |                                                                         |  |  |  |  |  |  |  |  |  |  |  |  |  |  |  |
|  | Prunus 'Climax' (syn.: Слива 'Клаймекс')                                |  |  |  |  |  |  |  |  |  |  |  |  |  |  |  |
|  |                                                                         |  |  |  |  |  |  |  |  |  |  |  |  |  |  |  |
|  |                                                                         |  |  |  |  |  |  |  |  |  |  |  |  |  |  |  |
|  | Слива китайская (Prunus salicina)                                       |  |  |  |  |  |  |  |  |  |  |  |  |  |  |  |
|  |                                                                         |  |  |  |  |  |  |  |  |  |  |  |  |  |  |  |
|  |                                                                         |  |  |  |  |  |  |  |  |  |  |  |  |  |  |  |
|  | 'Кубанская Комета'                                                      |  |  |  |  |  |  |  |  |  |  |  |  |  |  |  |
|  |                                                                         |  |  |  |  |  |  |  |  |  |  |  |  |  |  |  |
|  |                                                                         |  |  |  |  |  |  |  |  |  |  |  |  |  |  |  |
|  | Алыча 'Пионерка' (сорт выделен среди местных форм алычи Крыма)          |  |  |  |  |  |  |  |  |  |  |  |  |  |  |  |
|  |                                                                         |  |  |  |  |  |  |  |  |  |  |  |  |  |  |  |
|  |                                                                         |  |  |  |  |  |  |  |  |  |  |  |  |  |  |  |

## Биологическое описание
Дерево слаборослое, крона плоско-округлая, редкая или средней густоты. Штамб не свилеватый, гладкий, чечевички редкие, окраска серая. Побег горизонтальный, средней толщины, чечевичек мало, окраска серая, с бледным загаром с солнечной стороны. Обрастающие веточки короткие.
Направление роста листьев вертикальное, размер листовой пластинки средний, форма эллиптическая, верхушка острая. Окраска зелёная, блестящая, неопушённая, края пильчато-городчатые. Волнистость краев листа слабая. Желёзки расположены на основании пластинки. Черешок листа средней длины и толщины, опушение отсутствует, бороздка глубокая, интенсивность антоциановой окраски средняя.
Цветковые почки маленькие или средних размеров, округлые, отстающие от побега, чешуи при распускании бледно-розовые. Из почки развивается два цветка. Чашелистики овальные, прижаты к лепесткам. Лепестки маленькие, обратнояйцевидные, среднегофрированные, белые. Тычинки оранжевые, растут на нижних поверхностях чашечки. Пестики по одному в цветке, очень редко по два, расположены выше тычинок. Цветоножка средней толщины и средней длины (13—14 мм).
Плод крупный (около 30 грамм), яйцевидный, максимальный диаметр ближе к основанию, асимметричный, шов слабо выражен, равномерен по всей длине. Восковой налёт выражен средне. Вершина плода округлая. Глубина воронки средняя. Окраска кожицы красная. Окраска мякоти жёлтая. Плотность мякоти средняя, консистенция волокнистая, средняя сочность. Кислотность и сахаристость средние, аромат средний, вкусовые качества высокие. Косточка полуотделяющаяся, средняя, овальной формы, со стороны брюшного шва удлиненно-эллиптическая, симметричная, наибольшая ширина посредине. Киль отсутствует. Поверхность шероховатая. Слияние концов спинного и брюшного шва отсутствует. Края спинного шва цельные. Ширина брюшного шва средняя, ширина основания средняя, форма основания округлая, сужающаяся. Вершина заостренная. Плодоножка короткая, прочно прикреплена к плоду.
Плоды долго не осыпаются при перезревании, устойчивы к растрескиванию, транспортабельны. При съёме в начале окрашивания хорошо дозревают и приобретают свойственную сорту окраску. Плоды хороши для употребления в свежем виде и консервирования. Дегустационные оценки плодов — 4,4 или свыше 4,6 балла, компот и варенье — 4,5 балла, сок с мякотью — 4,4 балла.
Плоды содержат (на сырую массу): сухих веществ — 12,0 %, сахаров — 7,7 %, в том числе сахарозы — 3,0, моносахаров — 4,7 %, свободных кислот — 1,7 %, пектиновых веществ − 0,58 %, полифенолов — 0,437 %, флавонолов — 17,3 мг/100 г, катехинов — 95,0 мг/100 г, антоцианов — 18,8 мг/100 г, аскорбиновой кислоты — 5,8 мг/100 г.
Цветёт рано — в первых числах мая, частично самоплодный. Хорошим опылителем является Слива китайская 'Скороплодная'. Урожайность сорта высокая и регулярная. Характеризуется выдающейся адаптивностью в различных регионах — от Закавказья до Нечерноземья (Москва, Смоленск, Санкт-Петербург), Южного Урала (Челябинск) и юга, Приморья (Владивосток).
Недостатки сорта: плохая отделяемость косточки, склонность к мельчанию плодов при перегрузке деревьев урожаем.

## В культуре
Зимостойкость высокая. В результате шестилетнего изучения показано, что сорт 'Кубанская комета' в условиях Подмосковья обладает достаточным запасом зимостойкости и способен реализовать свой потенциал продуктивности на высоком уровне. Засухоустойчивость средняя. Сорт устойчив к комплексу основных болезней. Изучение степени плодоношения сливы проводились с 1999—2009 гг. в Ленинском районе Московской области, на лабораторном участке ГНУ ВСТИСП Россельхозакадемии. 'Кубанская Комета' стабильно плодоносил. При хорошем уходе он отличается крупными, вкусными, раносозревающими плодами, но в эпифитотийные годы они сильно поражаются плодовой гнилью. Предполагается, что повысить их устойчивость можно путём прививки этого сорта в крону сорта 'Ранняя Розовая', иммунного к этой болезни.
Сорта русской сливы, выведенные и рекомендованные для выращивания в южной зоне, отличаются от вишни и сливы более длительным периодом активного вегетирования. Из-за затяжного роста побегов осенью к моменту выкопки саженцы плохо вызревают, а зимой чаще повреждаются морозами и иссушаются в прикопе. Поэтому весенняя посадка не всегда бывает удачной.
Посадку осуществляют в яму 60 на 80 см и глубиной 40—50 см, в центре рекомендуется установить кол. Верхний плодородный слой вынутого грунта смешивают с перегноем, добавляют 200 г фосфорных и 60 г калийных удобрений. Калийные удобрения можно заменить древесной золой — 0,5 кг на посадочную яму. Свежий навоз, азотные удобрения и известь в посадочную яму вносить не рекомендуется.
Для средней полосы России рекомендуется кустовая формировка: штамб не больше 20 см, 3—4 побега в качестве скелетных ветвей, каждый из которых формируется отдельно. В более северных регионах, где бывают сильные морозы, но есть снег, можно использовать стелющуюся формировку. Не рекомендуется делать лидерные формировки: штамбы будут мёрзнуть. В средней полосе и северных регионах, в отличие от южных, нельзя оставлять редкую крону: чем гуще крона, тем меньше дерево подмерзает. К тому же редкая крона страдает от солнечных ожогов. Формирующую обрезку слишком длинных молодых побегов рекомендуется производить летом. Нужно поймать момент, когда рост побегов только-только прекратился, и укоротить их на 20 сантиметров. Омолаживающая обрезка производится на 8—10-й год роста. Техника омоложения такая же, как и для других плодовых культур.
Хорошо размножается черенкованием зелёных и одревесневших побегов. Плодоношение корнесобственных растений не отличается от привитых на сеянцы алычи. Обычно сорта алычи формируют по типу чашевидной кроны. Хорошие результаты показал опыт формовки типов «живая изгородь», «плоская ромбическая» и «свободная татура».